# Stazione di Castelnuovo del Garda
La stazione di Castelnuovo del Garda è una fermata ferroviaria della linea Milano-Venezia a servizio del comune di Castelnuovo del Garda.

## Strutture ed impianti
Il piazzale è formato da due binari passanti. Lo scalo risulta impresenziato..

## Movimento
La fermata è servita dai treni regionali Trenitalia della relazione Brescia-Verona Porta Nuova e da un paio di coppie corse feriali Brescia-Venezia Santa Lucia.

## Servizi
RFI classifica la stazione di categoria Bronze.
Le banchine a servizio dei binari sono collegate tra loro tramite un sottopassaggio pedonale.
Lo scalo dispone dei seguenti servizi:
- Sala d'attesa